# Vũ Đức Đam
Vũ Đức Đam, né le 3 février 1963, est un homme politique vietnamien. Il est le ministre de la Santé de 2019 à 2020, puis vice-Premier ministre de 2013 à 2023,,.